# Feu de Bengale

Construction d'un feu de Bengale.

La fusée éclairante, feu de Bengale ou fusée de détresse est un engin pyrotechnique composé d'un tube en carton ou métal rempli d'une composition pyrotechnique colorée qui a la propriété de brûler.
La flamme émise par un feu de Bengale peut être de différentes couleurs mais elle est souvent de couleur rouge. La lumière produite est puissante, c'est la raison pour laquelle les artificiers en dissimulent souvent la flamme aux yeux du public.

## Usages
Leur utilisation est avant tout pyrotechnique et sert à éclairer, à illuminer un bâtiment, un lieu, un monument lors des feux d'artifice ou d'autres spectacles pyrotechniques.
L'effet produit par le regroupement de feux de Bengale de même couleur est appelé embrasement. Ils accompagnent souvent les feux d'artifice. En général, la flamme produite a une durée d'une à cinq minutes.
Il peut également être utilisé comme signal lumineux.

## Dangers et nuisances
Les feux de Bengale sont interdits dans certains pays et/ou dans certains contextes (ex. : l'arrêté Sécheresse en France) à cause de leur dangerosité. Bien que « considérés comme inoffensifs, ils brûlent pourtant à des températures très élevées, peuvent enflammer les vêtements et provoquer des blessures graves. Une fois éteints, ils demeurent très chauds ». Ils peuvent aussi causer des difficultés respiratoires chez des personnes sensibles (asthmatiques notamment) qui en respirent la fumée colorée ; problème déjà décrit autrefois pour des feux contenant de l'orpiment (par exemple en 1875 par Georg Dragendorff dans son Manuel de toxicologie).